# ویلا کاناس
ویلا کاناس (به اسپانیایی: Villa Cañás) یک منطقهٔ مسکونی در آرژانتین است که در بخش خنرال لوپز واقع شده‌است. ویلا کاناس ۵۹۱ کیلومتر مربع مساحت و ۹٬۴۳۳ نفر جمعیت دارد و ۱۰۰ متر بالاتر از سطح دریا واقع شده‌است.